# البهادل
البهادل قبيلة عربية عدنانية، تسكن جنوب العراق، و البعض منهم يسكنون في وادي الأردن في ديرعلا  ويعود نسبها الى خفاجة وتعد أكبر قبائل  (خفاجة) ويقال أنه قد عاصر عصر الرسول صل الله عليه وآله وسلم ولكنّه لم يره، ويعد سعيد بن بهدل  من قاده الثورة ضد الأمويين برفقة ابن عمه عمرو بن   سنه 127 وقد نزحت من الجزيرة العربية وسكنت في منطقة عقرقوف في ضواحي بغداد، وبعد ذلك انتقلوا إلى جنوب العراق في ميسان تحديدا بسبب مشاكل على دفع الضرائب إلى الحكومة العثمانية، بيت عكيلة
```
وجزء منهم سكن أيضا في كربلاء، وكان لهم دور كبير في حل النزاعات العشائرية والشخصية بين العشائر وبرضى وقبول الاطراف واشتهر أحد أفضل رجالاتهم الشيخ كاظم السدخان وابنه حاتم السدخان.
[
3
]
[
4
]
وابنه حبيب وكشي
```

وعكيلة و حمدة

## نسب القبيلة
بهدل بن عامر بن عمرو بن مالك بن الأمير عامر بن حسان بن فلاح بن عامر بن ضرغام بن محمود بن الأحزم بن حسان بن منيع بن أبي الفتيان بن منيع بن سلطان بن الحسين بن عليان بن أبي طريف بن ثمال بن سعيد بن يحيى بن حسين بن محمود بن ربيع بن سنان بن ربيع بن حزم بن ربيع بن خفاجة بن عمرو بن عقيل بن كعب بن عامر بن صعصعة بن معاوية بن بكر بن هوازن بن منصور بن عكرمة بن خصفة بن قيس عيلان بن مضر بن نزار بن معد بن عدنان.

## تأريخ
خلال سنة ٦٠٩ هـ أمر الشيخ ماجد ممثل مشيخة المنتفق الراغبين من عشائر الغراف بالهجرة إلى العمارة من أجل تعزيز جانب دجلة الأيمن ضد عدوان عشيرة بني لام وايجابآ لهذا الأمر وبالنظر لخصوبة المراعي في هذا الجانب وكثرة الاغنام لدى عشيرة البهادل فقد رغب رئيسهم محمد بن منعم ان يهاجر بعشيرته إلى هذا الجانب فهاجر وسكن في أراضي العوفية وأبو حلانه الواقعتين في جنوب غربي مركز العمارة الحالي.
وقد تجاوزت هذه العشيرة حدود تلك الأراضي وانتشرت في أراضي الابيجع والجوار الواقعة في جنوب نهر الطبر المشتق من جانب دجلة الأيمن، وإلى الآن فأن الايدي العاملة في زراعة هذه الأراضي هي ايدي البهادل وقد تعاقبت على هذه العشيرة أطوار وبعد وفاة محمد خلفه ولده موسى وبعد وفاة موسى خلفه ولده سدخان فانتقل بهذه العشيرة إلى أراضي قصيبة الواقعة في جنب مركز العمارة.
وأثناء الحرب العالمية الأولى استعادت البهادل ارضها السابقة بواسطة رئيسها الحاج كاظم بن سدخان ولا تزل أكثرية بهذه العشيرة ساكنة في أراضيها التي تعتبر من النوع الوسط زراعيا لتعذر سقايتها.

## أقسام عشائر البهادل
وتقسم البهادل إلى ثلاثة أقسام:
اولا :عشائر الجنانمة ؛ نسبة إلى جنام بن بهدل
عشيرة آل مغنم
عشيرة البوثنــوان
عشيرة آل بايش
ثانيا : عشائر الشهابات ؛ نسبة إلى شهاب بن بهدل
عشيرة آل سفاف
عشيرة البونصر
عشيرة البوعيد
ثالثا : عشائر البوحبيب ؛ نسبة إلى حبيب بن بهدل
عشيرة البوسعدي
عشيرة البوسعد
عشيرة آل برشي